# Kinderheim St. Josef

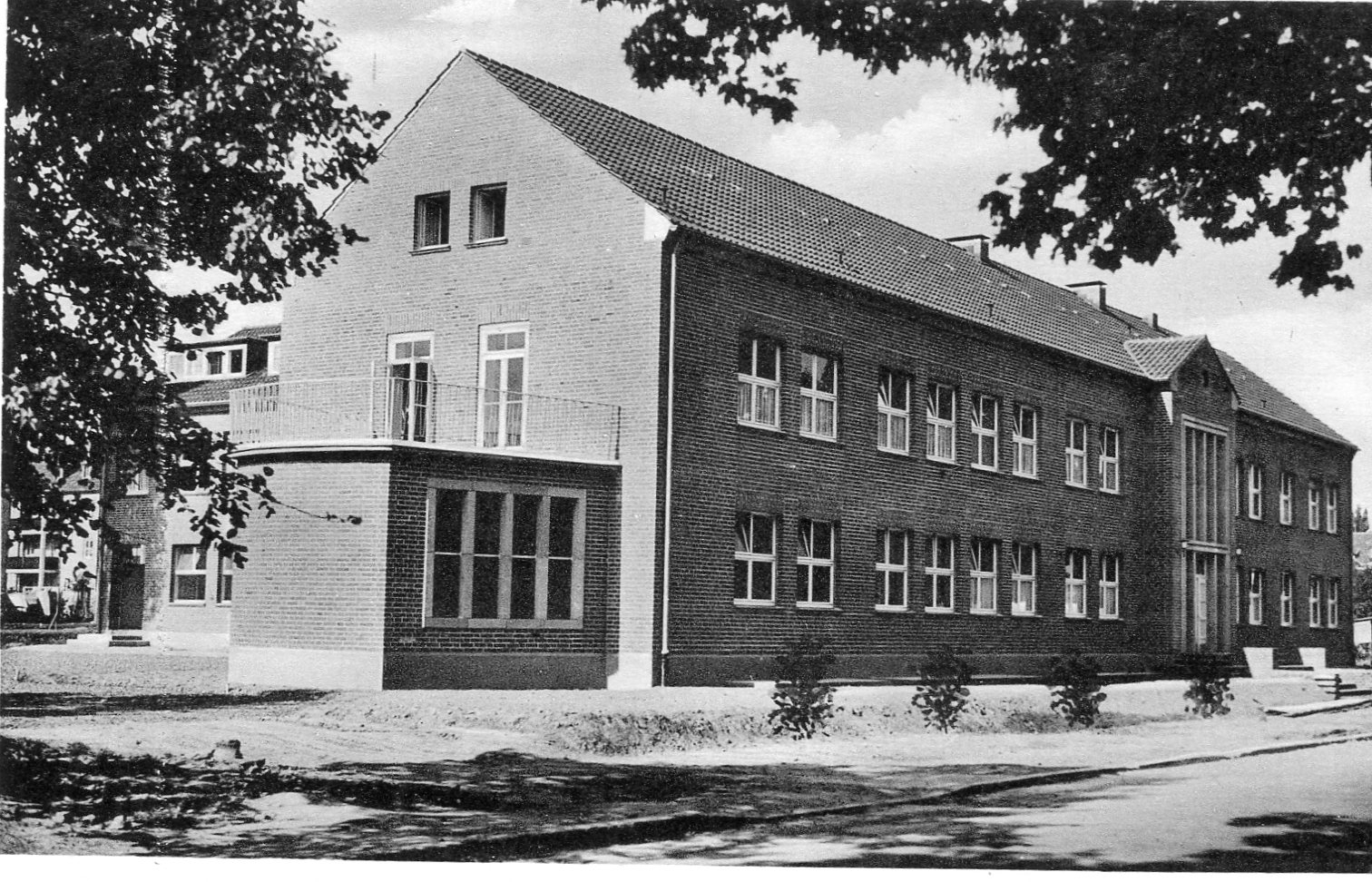
Das Kinderheim

Das Kinderheim St. Josef steht in der Kreisstadt Düren in Nordrhein-Westfalen an der Straße An St. Bonifatius.
Der damalige Pfarrer der Dürener Annakirche, Dechant Franz Anton Vaßen, gründete im Jahr 1855 in der Stadt ein Waisenhaus, welches am 1. Dezember des gleichen Jahres die ersten Kinder aufnehmen konnte.
In diesen Jahren gab es keine adäquate Möglichkeit, Kinder ohne Eltern zu versorgen und unterzubringen. Vaßen gründete mit Spenden und Unterstützung des „Waisenhaus-Vereins“ ein solches Haus für 40 bis 50 Kinder. Er ersteigerte die im Südosten der Stadt gelegene Rentmeisterei in der damaligen Spülgasse, der heutigen Waisenhausstraße. Als Betreiber holte er Borromäerinnen von Trier nach Düren. Bei der Zerstörung Düren am 16. November 1944 wurde das Haus in der Waisenhausstraße völlig zerstört. Nach der Evakuierung nach Erfurt und dem Zwischenstation im ehemaligen Krankenhaus in Bracht bei Viersen kamen die Kinder und das Personal am 31. Juli 1953 nach Düren zurück. Sie bezogen das neu erbaute Haus am heutigen Standort. Es bot Platz für 50 schulpflichtige Kinder, 15 Kleinkinder und 20 Säuglinge.
Heute werden im Kinderheim mit seinen Zweigstellen im Stadtgebiet auch minderjährige Flüchtlinge und alleinstehende Mütter untergebracht.